# Rita Colwell
Rita Colwell (23 de noviembre de 1934) es una microbióloga estadounidense, especializada en biotecnología y ecología molecular micromarina.

## Biografía
Rita Colwell nació en Beverly, en el estado de Massachusetts (EE. UU.), se licenció en bacteriología y se doctoró en oceanografía en la Universidad de Washington. En 1998 sustituyó al español Francisco José Ayala en la presidencia de la Fundación Nacional para la Ciencia, cargo que ostentó hasta 2004. Es profesora emérita de las universidades de Maryland y la Johns Hopkins.
Sus estudios se han centrado en la relación de la vida micromarina con la salud pública humana. Demostró que numerosas enfermedades, en especial la bacteria del cólera, se transmite por el agua y la influencia que el clima ejerce sobre la propagación de estas bacterias. Colwell ha realizado numerosos estudios de prevención de enfermedades infecciosas relacionadas con el agua.
Rita Colwell ha sido coautora de 17 monografías y más de 700 artículos científicos.
En 2006 recibió la Medalla Nacional de la Ciencia.